# Championnat du Paraguay de football 1956
Navigation
Édition précédente Édition suivante
La saison 1956 du Championnat du Paraguay de football est la quarante-cinquième édition de la Primera División, le championnat de première division au Paraguay. Les neuf meilleurs clubs du pays disputent la compétition, sous forme d'une poule unique où chaque équipe rencontre deux fois ses adversaires. Les cinq premiers du classement s'affrontent une fois de plus lors d'une seconde phase. Le titre est ensuite disputé entre les clubs en tête de chacune des phases. En fin de saison, le dernier du classement est relégué et remplacé par le champion de deuxième division.
C'est le Club Olimpia qui est sacré champion cette saison après avoir terminé en tête de la seconde phase puis battu Club Libertad lors de la finale nationale. C'est le quatorzième titre de champion du Paraguay de l’histoire du club.

## Les clubs participants
| - Club Guaraní - Cerro Porteño - Club Olimpia - Club Sol de América - Club General Genes - Promu de D2 - Club Libertad - Club Presidente Hayes - Club Nacional |

## Compétition

### Première phase
| Rang | Équipe                | Pts | J  | G | N | P | Bp | Bc | Diff |
| ---- | --------------------- | --- | -- | - | - | - | -- | -- | ---- |
| 1    | 'Club Libertad'T      |     | 14 |   |   |   |    |    |      |
| 2    | Club Olimpia          |     | 14 |   |   |   |    |    |      |
| 3    | Club Sol de América   |     | 14 |   |   |   |    |    |      |
| 4    | Cerro Porteño         |     | 14 |   |   |   |    |    |      |
| 5    | Club Guaraní          |     | 14 |   |   |   |    |    |      |
| 6    | Club Presidente Hayes |     | 14 |   |   |   |    |    |      |
| 7    | Club Nacional         |     | 14 |   |   |   |    |    |      |
| 8    | Club General GenesP   |     | 14 |   |   |   |    |    |      |

| Légende : Qualifications et relégations | Légende : Qualifications et relégations                    |
| --------------------------------------- | ---------------------------------------------------------- |
|                                         | Qualification pour la finale nationale et la seconde phase |
|                                         | Qualification pour la seconde phase                        |
|                                         | Relégation directe en Segunda División                     |
|                                         | T : Tenant du titre P : Promu de Segunda División          |

### Seconde phase
| Rang | Équipe              | Pts | J | G | N | P | Bp | Bc | Diff |
| ---- | ------------------- | --- | - | - | - | - | -- | -- | ---- |
| 1    | Club Olimpia        |     | 4 |   |   |   |    |    |      |
| 2    | Club LibertadT      |     | 4 |   |   |   |    |    |      |
| 3    | Club Sol de América |     | 4 |   |   |   |    |    |      |
| 4    | Cerro Porteño       |     | 4 |   |   |   |    |    |      |
| 5    | Club Guaraní        |     | 4 |   |   |   |    |    |      |

| Légende : Qualifications et relégations | Légende : Qualifications et relégations           |
| --------------------------------------- | ------------------------------------------------- |
|                                         | Qualification pour la finale nationale            |
|                                         | T : Tenant du titre P : Promu de Segunda División |

### Finale nationale
Les vainqueurs des deux phases se retrouvent en finale pour le titre.
| Équipe 1     | Résultat | Équipe 2      | Aller | Retour |
| ------------ | -------- | ------------- | ----- | ------ |
| Club Olimpia | 6 - 1    | Club Libertad | 1 - 0 | 5 - 1  |

## Bilan de la saison
| Championnat du Paraguay de football 1956 |                          |
| Champion                                 | Club Olimpia (14e titre) |
| Promotions et relégations                |                          |
| Promus en Primera División               | Club Sportivo Luqueño    |
| Relégués en Segunda División             | Club General Genes       |